# Чибизовка
Чибизовка (на руски: Чибизовка) е село в Поворински район на Воронежка област на Русия.
Влиза в състава на селището от селски тип Рождественское.

## География
В селото има една улица – „Революционная“.

## Население
| 2010 |
| ---- |
| 22   |